# Saint-Clément-de-la-Place
Saint-Clément-de-la-Place è un comune francese di 1 932 abitanti situato nel dipartimento del Maine e Loira nella regione dei Paesi della Loira.

## Società

### Evoluzione demografica
Abitanti censiti